# Старогегельянство
Старогегельянство (правогегельянство) — праве крило гегельянства. Ідеалістична філософська течія в Німеччині 30-40-х років XIX ст. Представники старогегельянства витлумачували філософію Г. В. Ф. Гегеля в дусі християнської теології.
Представники старогегельянства: Карл Фрідріх Гешель, Георг Андреас Габлер, Герман Гінріхс.